# Claude-Curdin Paschoud
Claude-Curdin Paschoud (* 3. April 1994 in Davos) ist ein Schweizer Eishockeyspieler, der seit Juli 2024 bei den SCL Tigers aus der Schweizer National League unter Vertrag steht und dort auf der Position des Verteidigers spielt. Mit dem HC Davos gewann Paschoud im Jahr 2015 die Schweizer Meistershc#chaft.

## Karriere
Paschoud durchlief die Jugendabteilung des HC Davos und war für dessen U15-, U17- und U20-Mannschaft aktiv. Am 2. Januar 2013 debütierte er für den Verein in der National League A (NLA) und etablierte sich in der folgenden Spielzeit als Stammspieler, sodass sein Vertrag im Januar 2014 vorzeitig um zwei Jahre verlängert wurde.
Aufgrund einer schweren Gehirnerschütterung absolvierte er zwischen 2018 und 2021 nur etwas mehr als 50 Spiele und gab erst in den Playoffs 2022 sein Comeback. Nach der Saison 2022/23 wurde sein auslaufender Vertrag in Davos jedoch nicht verlängert. Im Juni 2023 unterzeichnete er einen Einjahresvertrag beim SC Bern. Dieser wurde in der Folge nicht verlängert, sodass er sich zum Wechsel zu den SCL Tigers entschloss. Bei den Langnauern unterzeichnete der Verteidiger einen Zweijahresvertrag bis zum Saisonende 2025/26.

### International
Auf internationaler Ebene vertrat Paschoud sein Heimatland beim Ivan Hlinka Memorial Tournament 2011 und bei der Eishockey-Weltmeisterschaft der U20-Junioren 2014. Im Februar 2017 wurde er erstmals ins Kader der A-Nationalmannschaft berufen.

## Erfolge und Auszeichnungen
- 2011 Bronzemedaille beim Europäischen Olympischen Winter-Jugendfestival
- 2015 Schweizer Meister mit dem HC Davos

## Karrierestatistik

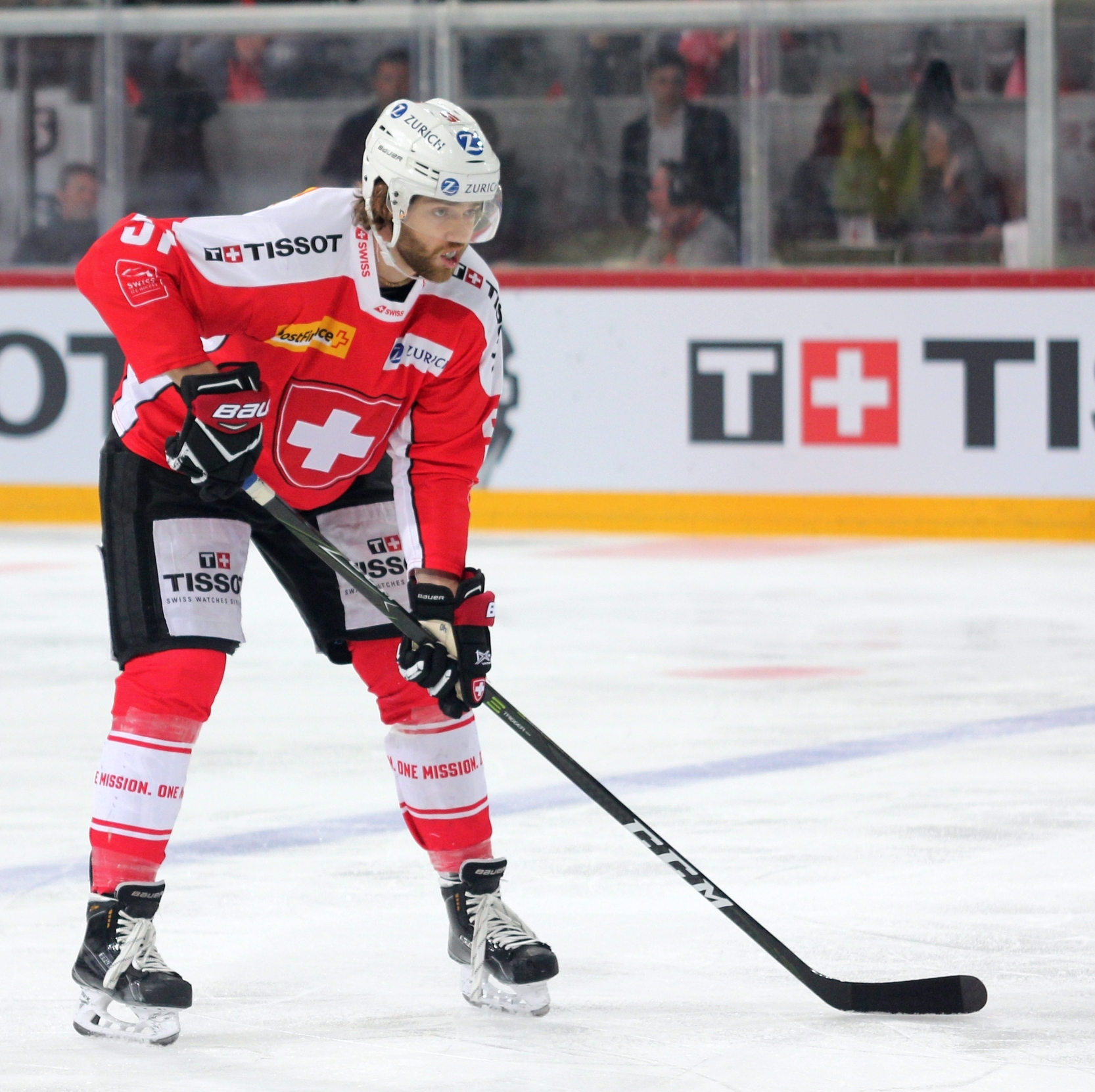
Paschoud im Trikot der Schweizer Nationalmannschaft (2017)

Stand: Ende der Saison 2024/25

### International
Vertrat die Schweiz bei:
- Europäisches Olympisches Winter-Jugendfestival 2011
- Ivan Hlinka Memorial Tournament 2011
- U20-Junioren-Weltmeisterschaft 2014

(Legende zur Spielerstatistik: Sp oder GP = absolvierte Spiele; T oder G = erzielte Tore; V oder A = erzielte Assists; Pkt oder Pts = erzielte Scorerpunkte; SM oder PIM = erhaltene Strafminuten; +/− = Plus/Minus-Bilanz; PP = erzielte Überzahltore; SH = erzielte Unterzahltore; GW = erzielte Siegtore; 1 Play-downs/Relegation; Kursiv: Statistik nicht vollständig)